# HVV 't Gooi in het seizoen 1956/57
Het seizoen 1956/1957 was het tweede jaar in het bestaan van de Hilversumse betaaldvoetbalclub 't Gooi. De club kwam uit in de Tweede divisie B en eindigde daarin op de zesde plaats. Tevens deed de club mee aan het toernooi om de KNVB beker, hierin werd de club in de vierde ronde, na een replay-wedstrijd uitgeschakeld door Amsterdam (2–3).

## Wedstrijdstatistieken

### Tweede divisie B
|       | Baronie | DHC   | DOSKO | Hilversum | LONGA | N.E.C. | ONA   | RBC   | TOP   | UVS   | De Valk | Wilhelmina | Zeist | ZFC   |
| ----- | ------- | ----- | ----- | --------- | ----- | ------ | ----- | ----- | ----- | ----- | ------- | ---------- | ----- | ----- |
| Thuis | 1 – 1   | 0 – 0 | 2 – 2 | 6 – 2     | 0 – 0 | 0 – 2  | 2 – 2 | 0 – 1 | 7 – 1 | 4 – 0 | 7 – 0   | 1 – 2      | 1 – 1 | 0 – 3 |
| Uit   | 2 – 2   | 2 – 6 | 0 – 5 | 3 – 2     | 0 – 1 | 1 – 2  | 3 – 3 | 0 – 0 | 2 – 2 | 1 – 3 | 5 – 1   | 1 – 1      | 5 – 3 | 0 – 1 |

### KNVB beker
| 1e ronde                                                  | Velox                                             | 1 – 1 (0 – 0) 't Gooi door op basis van uitdoelpunt | 't Gooi                |
| 19 augustus 1956 Plaats: Utrecht Koningsweg               | Jaap van der Horst 70'                            |                                                     | 52' Cees Houtveen      |
| 2e ronde                                                  | 't Gooi                                           | 3 – 1 (2 – 0)                                       | KFC                    |
| 13 oktober 1956 Plaats: Hilversum Gemeentelijk Sportpark  | Ab Hooyer –', –' Cees van Wilpen                  |                                                     | 78' (pen.) Dries Mul   |
| 3e ronde                                                  | 't Gooi                                           | 2 – 0 (2 – 0)                                       | Heracles               |
| 26 december 1956 Plaats: Hilversum Gemeentelijk Sportpark | Cees Houtveen –', –'                              |                                                     |                        |
| 4e ronde                                                  | 't Gooi                                           | 0 – 0                                               | Amsterdam              |
| 3 maart 1957 Plaats: Hilversum Gemeentelijk Sportpark     |                                                   |                                                     |                        |
| 4e ronde (replay)                                         | Amsterdam                                         | 3 – 2 (1 – 1)                                       | 't Gooi                |
| 10 april 1957 Plaats: Amsterdam Olympisch Stadion         | Ben Weenink 39' Loek Feijen 85' Han Tolmeijer 88' |                                                     | 41', 84' Cees Houtveen |

## Statistieken 't Gooi 1956/1957

### Eindstand 't Gooi in de Nederlandse Tweede divisie B 1956 / 1957
| Stand | Gespeeld | Gewonnen | Gelijk | Verloren | Punten | Doelpunten voor | Doelpunten tegen |
| ----- | -------- | -------- | ------ | -------- | ------ | --------------- | ---------------- |
| 6e    | 28       | 10       | 11     | 7        | 31     | 63              | 49               |

### Topscorers
| #                    | Naam            | Goal |
| -------------------- | --------------- | ---- |
| 1.                   | Cees Houtveen   | 17   |
| 2.                   | Piet Burgers    | 16   |
| 3.                   | Cees van Wilpen | 9    |
| 4.                   | Rinus Schaap    | 7    |
| 5.                   | Jan Karhof      | 3    |
| 6.                   | Ab Hooyer       | 2    |
| 7.                   | Elbert Baas     | 1    |
| 7.                   | Charles Laven   | 1    |
| 7.                   | Henk Loosman    | 1    |
| Onbekende doelpunten |                 |      |
|                      | Tegen ONA       | 2    |
| Tegen TOP            |                 | 2    |
|                      | Tegen De Valk   | 1    |
| Tegen Zeist          |                 | 1    |
| Totaal               | Totaal          | 63   |

| #      | Naam            | Goal |
| ------ | --------------- | ---- |
| 1.     | Cees Houtveen   | 5    |
| 2.     | Ab Hooyer       | 2    |
| 3.     | Cees van Wilpen | 1    |
| Totaal | Totaal          | 8    |